# Voyage (Zoë Më-sang)
"Voyage" er en sang af den schweiziske sangerinde og sangskriver Zoë Më. Den blev skrevet af Më, Tom Oehler og Emily Middlemas og produceret af Oehler og Pele Loriano. Sangen blev udgivet som single den 10. marts 2025 gennem Warner Music Germany og Manifester Music. Den repræsenterede Schweiz i Eurovision Song Contest 2025, hvor den sluttede på en tiendeplads med 214 point, alle fra de professionelle juryer.